# Serviço Federal de Supervisão de Recursos Naturais
O Serviço Federal de Supervisão de Recursos Naturais (Rosprirodnadzor; em russo: Федеральная служба по надзору в сфере природопользования (Росприроднаса), trдор. Federal'naya sluzhba po nadzoru v sfere prirodopolzovaniya) é o Serviço Federal de Supervisão Ambiental, Industrial e Nuclear da Rússia. Este regulador faz parte do Ministério de Recursos Naturais da Federação Russa.

## História
Em 4 de junho de 2020, o Rosprirodnadzor declarou estado de emergência quando 20.000 toneladas de óleo diesel foram derramadas desde 29 de maio de uma usina pertencente à subsidiária de energia NTEK de Norilsk Nickel. O Comité de Investigação da Rússia abriu um processo criminal "sobre a poluição e suposta negligência", e o supervisor da fábrica foi levado sob custódia.
Em julho de 2020, o Rosprirodnadzor buscou uma compensação de US $ 2 bilhões pelo derramamento de óleo diesel. O Ministro dos Recursos Naturais, Dmitry Kobylkin, lembrou a todos que o princípio do poluidor-pagador fortalece a sua jurisdição.